# Shunji Karube
Shunji Karube (jap. 苅部俊二 Karube Shunji; ur. 8 maja 1969) – japoński lekkoatleta, specjalizujący się w biegu na 400 metrów przez płotki. Dwukrotny olimpijczyk (1996, 2000).

## Osiągnięcia
- złoty medal Igrzysk azjatyckich (Bieg na 400 m przez płotki Hiroszima 1994)
- 5. miejsce podczas Igrzysk olimpijskich (Sztafeta 4 x 400 m Atlanta 1996), osiągnięty w biegu finałowym czas japońskiej sztafety (3:00,76) jest aktualnym rekordem Azji
- brąz Halowych Mistrzostw Świata (Bieg na 400 m Paryż 1997)
- 5. miejsce na Halowych Mistrzostwach Świata (Sztafeta 4 x 400 m Maebashi 1999), czas uzyskany w eliminacjach przez japońską sztafetę (3:05,90) jest aktualnym halowym rekordem Azji

## Rekordy życiowe
- Bieg na 400 m przez płotki – 48.34 (1997)
- Bieg na 400 m (hala) – 45.76 (1997) do 2015 rekord Azji